# Вудлон Парк (Кентаки)
Вудлон Парк (енгл. Woodlawn Park) град је у америчкој савезној држави Кентаки.

## Демографија
По попису из 2010. године број становника је 942, што је 91 (-8,8%) становника мање него 2000. године.
| Група             | 2000.         | 2010.       |
| Белци             | 1.001 (96,9%) | 878 (93,2%) |
| Афроамериканци    | 10 (1,0%)     | 20 (2,1%)   |
| Азијати           | 8 (0,8%)      | 9 (1,0%)    |
| Хиспаноамериканци | 7 (0,7%)      | 17 (1,8%)   |
| Укупно            | 1.033         | 942         |